# 큰긴귀박쥐
큰긴귀박쥐(Nyctophilus timoriensis)는 애기박쥐과에 속하는 박쥐의 일종이다. 큰긴귀박쥐는 오스트레일리아와 인도네시아 그리고 파푸아뉴기니에서 발견된다. 머레이달링분지와 인근 지역의 삼림에서 발견되는 남부-동부의 박쥐 종은 이제 코벤긴귀박쥐로 분류한다.